# Sochacki
Sochacki (forma żeńska: Sochacka; liczba mnoga: Sochaccy) – polskie nazwisko. Na początku lat 90. XX wieku w Polsce nosiło je 7569 osób.

## Znani Sochaccy
- Anna Sochacka
- Kaśka Sochacka
- Marek Sochacki (1956–2012)
- Roman Sochacki
- Zdzisław Sochacki (1954–2021)
- Zygmunt Bronisław Sochacki (1877–1954)
- Krzysztof Czeszejko-Sochacki
- Jerzy Czeszejko-Sochacki
- Zdzisław Czeszejko-Sochacki